# Castillo de Santiago de la Torre
El castillo de Santiago de la Torre (popularmente conocido como Castillo de Santiaguillo) es una fortaleza medieval que se encuentra en la aldea homónima, que tras su desaparición fue anexionada al municipio de San Clemente (Cuenca) por su condición de cabeza de partido judicial. Se sitúa al suroeste de la provincia de Cuenca, en pleno centro de la región de Castilla-La Mancha, España. Se encuentra en una llanura, a la orilla de un pequeño puente sobre el Río Záncara, junto a un cruce de caminos entre las poblaciones de San Clemente, Las Pedroñeras, El Provencio y La Alberca del Záncara
Es una fortaleza con forma de L, y una muralla almenada, en la cual hay una torre redonda que remata cada una de sus 5 esquinas. En medio del recinto hay un patio de planta cuadrada en la que se encuentra una gran torre del homenaje rectangular.
La mayoría de libros sobre fortalezas y castillos en los que se mencionaba el Castillo de Santiago de la Torre establecían que la fortaleza era del siglo XIII, en tiempos de la reconquista, y que perteneció a los caballeros de la Orden de Santiago, los cuales dieron nombre a la fortaleza y su aldea aledaña. Posteriormente pasaría a manos del Marquesado de Villena en el siglo XIV, y a los Reyes Católicos en el siglo XV. Sin mucha más investigación exhaustiva, esta afirmación se quedó como una verdad incuestionable desde hacía décadas.
Cuando se realizó el primer estudio del castillo previo a la restauración, por los arqueólogos Santiago David Domínguez-Solera y Míchel Muñoz García, mediante el estudio de cada una de las fases constructivas de las diferentes murallas y torres . Empezaron a ver que las fechas no cuadraban con lo que estaba escrito. Y que el castillo en construcción no era tan antiguo como se indicaba.

### El Quebrado
Hoy sabemos que hasta 1434 la aldea de Santiago de la Torre era conocida como El Quebrado o Santiago El Quebrado en la documentación histórica, y que el nombre de Santiago de la Torre aparece por primera vez en 1436. Es por tanto que en el siglo XIII como se había establecido, aquí no había ninguna fortaleza ni atalaya que le diera nombre.
Hacia 1271, reinando Alfonso X el Sabio, el lugar de El Quebrado es entregado a la Orden Militar de Santa María de España y desde entonces pasa a llamarse Santiago El Quebrado. La orden fue creada un año antes por el rey Alfonso X para la defensa naval de la Corona de Castilla. Estaba constituida al modo de la Orden de Calatrava, y entre sus miembros había tanto clérigos como caballeros. Los hábitos de la orden eran una túnica negra y una capa roja con una estrella dorada, en cuyo interior se encontraban bordadas las armas de la Corona.
En 1280 se suprime la Orden de Santa María de España, con lo que sus miembros pasan a convertirse en caballeros santiaguistas, mientras que su pueblo de El Quebrado pasa a integrarse en el término de Alarcón.

### Rodrigo Rodríguez de Avilés
El rey Enrique III persiguiendo una política que buscaba debilitar al primer marqués de Villena, Don Alfonso de Aragón, le concede una serie de mercedes a varios nobles del Concejo y Tierra de Alarcón, y es aquí donde aparecen personajes como Luis de Calatayud, los Ruiz de Alarcón, los Rodríguez de Avilés, junto a los recién ascendidos Sánchez del Castillo, Pachecos y Coellos o Cuellos. Es así como Rodrigo Rodríguez de Avilés, recibe en donación Santiago El Quebrado por el concejo de Alarcón el 13 de noviembre de 1404 «con todos los pechos, derechos e tributos» más la justicia, junto con el despoblado de Martin Ovieco (Archivo Real Chancillería de Granada, 512-2431-1). Este hidalgo estaba casado con Beatriz Fernández Pacheco, importante el apellido Pacheco, ya que este linaje se convertirá en Marqueses de Villena. Así pues, sería el primer señor de Santiago El Quebrado a finales del siglo XIV.
Rodrigo Rodríguez de Avilés sería capturado en la frontera con el Reino de Granada, cuando fue a socorrer el Castillo de Huércal junto a Lorca. Era el año 1407 y para pagar el rescate tuvo que vender su aldea junto con su señorío al doctor Pedro González del Castillo en el año 1428. Este hidalgo, era oidor y contador mayor de Juan II. Además, poseía las dehesas de La Solanilla y Galapagar en Alarcón, una heredad en San Clemente, junto huertas y viñas en Garcimuñoz (de donde era originario) y la mitad de unos molinos en el Júcar.

### Los González del Castillo
Los Castillo Portocarrero, eran un pequeño linaje noble procedente del castillo de Garcimuñoz y que se consideraban descendientes del fundador de San Clemente, Clemén Pérez de Rus. Ellos adquieren Santiago El Quebrado. En la aldea no hay castillo, no hay torre, no hay fortificación, que se sepa. El doctor Pedro González del Castillo Portocarrero en 1443 funda mayorazgo junto con la aldea de Santa María del Campo Rus y es a partir de esa fecha  cuando en los documentos parroquiales, religiosos y administrativos, deja de llamarse Santiago El Quebrado y empieza a llamarse Santiago de la Torre.
Es por ese motivo que hoy sabemos que este señor es el que monta la torre. Otro dato que nos confirma esta afirmación, la tenemos en la torre vieja de San Clemente, que era propiedad de Don Hernán González del Castillo, hermano de Pedro, y en la que podemos ver como los cortejadores y las ventanas geminadas son idénticas en las dos torres. Lo que indica que probablemente incluso fue construida por los mismos constructores y canteros.
Además dio origen a la aldea de Santiago de la Torre y la ermita que lo circunda, cuya diócesis estaba vinculada a El Provencio.
Su linaje, el mayorazgo, es tanto de Santiago de la torre como Santa María del Campo Rus, además de otras propiedades: heredades de Las Pedroñeras y del Robledillo, una casa en Castillo de Garcimuñoz y otras posesiones en Salamanca. Dicho mayorazgo estaba dirigido por un gobernador para la villa de Santa María del Campo y un alcalde mayor para Santiago de la Torre (que actuaba asimismo como alcaide de la fortaleza). Ambos pueblos, desde su concesión al doctor Pedro González del Castillo pasan a tener la condición de villas y presentan jurisdicciones propias e independientes. Un alguacil mayor, junto a un escribano, completaban la organización política establecida por los Castillo Portocarrero.
El doctor Pedro González del Castillo Portocarrero es el primer señor de Santa María del Campo Rus y de Santiago de la Torre. Fue tal su aprecio por la villa, que pidió ser enterrado en la iglesia de Santiago de la Torre, aunque debido a sus dudas su familia decidió trasladarlo al convento de San Agustín del Castillo de Garcimuñoz. Su hijo Juan del Castillo, fue segundo, Bernardo del Castillo Portocarrero fue el tercero, Antonio del castillo Portocarrero fue el cuarto, que se convertiría en el último dueño de Santiago de la Torre de su linaje. Esta sucesión generacional abarcaría desde la mitad del siglo XV a la mitad del siglo XVI.
Santa María del Campo Rus tuvo fama en el siglo XVI de ingobernable. Actitudes agresivas como la de Miguel García arrancando de un mordisco la oreja al alguacil de don Antonio Castillo Portocarrero daban fe de ello. No tardarían con ello los Castillo Portocarrero de deshacerse de un mayorazgo en tierras manchegas que solo le causaba molestias y quebraderos de cabeza.
Antonio del Castillo Portocarrero es protagonista en un conflicto bastante violento con Miguel García hacia 1566, en cuya documentación histórica se narra cómo se le encerró en las mazmorras del Castillo de Santiago de la Torre y se describen puntualmente éstas y otras partes del complejo a la hora de tratar su casi novelesca fuga. Por lo visto, las mazmorras estaban en la parte baja de la torre central, teniendo que bajar y subir los presos a ellas mediante una soga y estando iluminadas por un pequeño ventanuco. También se menciona la existencia de un patio de armas, por lo que podemos confirmar que el perímetro exterior que complementa a la torre estaba completo.
Miguel García escapó de la prisión el día siguiente a la festividad de Santiago, logrando escapar por la ventana de la torre con la ayuda de los jirones anudados de una sábana de su celda. Aunque es más probable que simplemente su huida fuera por la puerta de la torre a la vista de todos. Aunque el alcaide de la fortaleza no dudaba en describir la fuga del preso con un matiz novelesco, cuyo fin no sabemos si era para eximirse de toda culpa o bien para realzar la proeza del retenido. Con una soga había ascendido desde el fondo de la mazmorra y utilizando la misma soga, atada al pilar de una ventana geminada de la sala de armas, y una sábana hecha jirones se había descolgado por la pared de la torre.
Tras la huida de Miguel García y el arresto de su padre, el clima en el pueblo es de subversión total al poder señorial. Esa es la razón por las que don Antonio decide abandonar definitivamente Santa María del Campo Rus y Santiago de la Torre en 1579. Santa María del Campo Rus fue permutada, en un acuerdo con la Corona por la villa zamorana de Fermoselle. Pero el precio de la libertad para los vecinos de Santa María del Campo fue alto, ya que debieron pagar 16.000 ducados. El 17 de marzo de 1579 se les reconocía el derecho de villazgo y jurisdicción propia.

### Los Pacheco
La villa de Santiago de la Torre fue comprada por don Alonso Pacheco y Guzmán en mayo de 1590, que la recuperaba de nuevo para su linaje. Don Alonso fundaría nuevo mayorazgo con estas propiedades, que de este modo, con sus avatares y disputas familiares, quedaron convertidas en la finca de los Pacheco de San Clemente. Esta es una de las causas que justifican la vinculación actual del área exenta de Santiago de la Torre al término municipal de San Clemente. La aldea de Santiago de la Torre, antes Santiago El Quebrado, oscila así de formar parte de las posesiones y títulos de los Pacheco en el siglo XIV a las de los Castillo a partir del siglo XV, volviendo en los últimos años del XVI de nuevo a los Pacheco.
San Clemente había logrado su independencia con respecto al antiguo Marquesado de Villena y los Pacheco afincados todavía en ella tras el descalabro sufrido en la Guerra Civil de Castilla, inician un nuevo plan dentro del nuevo contexto sociopolítico para perdurar en él. Serán precisamente Pachecos los que ostenten los cargos en el Corregimiento de San Clemente a lo largo de los siglos XVI y XVII.
En este contexto la pequeña población de Santiago de la Torre, pese a su limitada extensión territorial y pocas casas que constituyen el núcleo, sigue teniendo consideración jurídica de señorío en manos de la familia Pacheco. Al mismo tiempo, siguen siendo fuentes de impuestos nobiliarios, de derechos y de producción agropecuaria no desdeñables y que habría que gestionar. Tales necesidades requieren de un espacio arquitectónico que el antiguo castillo medieval ya no podía suplir y, por ello, se produce la reforma del complejo como casa-palacio solariega. Para ello perforan los lienzos para hacer ventanas, techan y anulan sus adarves, abren vanos y generan un volumen de habitaciones en dos pisos y un bajocubierta con chimeneas de yesería, artesonados sencillos de madera y suelos de ladrillo. Esta etapa abarcaría desde finales del siglo XVIII y principios del XIX.
La proliferación de casas-palacio y fincas nobles solariegas que, además de ser residencias estacionales o fijas de los señores de más o menos nivel en el interior de las villas o en el campo, sirven de elementos materiales simbólicos con los que se recuerda y reivindica su poder y estatus. Proliferan al no producirse disputas armadas entre señores territoriales por cuestiones feudales al consolidarse el Estado Absolutista encarnado y concentrado todo el poder en la Monarquía. Los castillos pierden su función y pasan a convertirse en residencias para estos nobles.

El hijo de Alonso Pacheco y su mujer Leonor de Armenta mueren, y la sucesión recae en su hija Beatriz, casada con su primo Juan Pacheco Guzmán, caballero de Calatrava. Un hombre débil, al que el pueblo consideraba como un pelele en manos de su madre. A su muerte, se inició un pleito por la posesión del mayorazgo, que es el anuncio del principio de la decadencia de la aldea y el castillo. Cuando llegamos a 1649, Santiago es una villa con unos señores ausentes, explotada por renteros. En esta época los vecinos de Santiago no llegan a superar la media docena y gran parte de la explotación de sus tierras se labran por renteros de El Provencio.

## Estado de Ruina
Los catastros indican la propiedad unitaria de la casa-castillo en manos de la familia Pacheco hasta el siglo XIX, con la abolición de los señoríos. Las diferentes desamortizaciones que se producen en este periodo hacen que la aldea y el Castillo se subdividen entre diversos propietarios. Para separar las diferentes propiedades se levantan tapiales al modo tradicional que dividen el palacio y el patio de armas de la fortaleza en propiedades diferentes que lo adaptan como casas y dependencias agropecuarias. La torre del homenaje y alguna de las torres se convierten en palomares, algo muy común en toda la geografía manchega conquense. Tales el caso de la Torre del Monje en Villares del Saz o el del palomar en una de las torres del Castillo de Castillo de Garcimuñoz.
Las sucesivas generaciones van adaptando las diferentes viviendas independientes a los nuevos tiempos, realizando reparaciones con materiales industriales, añadiendo azulejería, ladrillos modernos y pasando a ser usado más como almacén para maquinaria de labranza que como vivienda.
Tras su abandono en el siglo XX y su desaparición como aldea, el castillo es reconvertirlo en una casa de labor.
A pesar de conservar la mayor parte de su fábrica exterior, en los últimos años ha sufrido un gran deterioro por el abandono el expolio y el vandalismo al que ha sido sometido. El interior está completamente arruinado, la torre del homenaje convertida en palomar, la muralla externa tiene numerosas ventanas y puertas modernas, ha desaparecido gran parte del adarve con sus elementos defensivos, y en diciembre de 2011 se vino abajo un lienzo de muralla.
La propiedad del mismo recae en varios herederos que con ayuda del Ayuntamiento del a Provencio y promovido por Agustín Guillamón Fernández- Falcón en representación de la mayoría de los propietarios se ha donado a citado Ayuntamiento para que sea recuperado como Patrimonio Histórico.
La ermita tuvo peor suerte, en enero de 2002 es totalmente desmantelada por vandalismo, quedando solo las paredes. Los restos de los difuntos enterrados se encuentran en el cementerio de Hellín en la provincia de Albacete.

## Un nuevo futuro
El 24 de febrero de 2018, un acuerdo entre el Ayuntamiento de San Clemente y El Provencio, permite realizar un análisis histórico y arqueológico general del complejo, valorando sus patologías y necesidades para una eventual restauración.
El 15 de agosto de 2018, el Ayuntamiento de El Provencio anuncia que se ha conseguido un acuerdo con gran parte de los dueños del castillo para que sea donada su parte a El Provencio para que se encarguen de acometer la imprescindible restauración. Lo que permitirá que sea recuperado y darle un uso cultural para la región.
A finales de agosto, se anuncia desde el Ayuntamiento de El Provencio, que ya se ha conseguido la adquisición del 75% del castillo y que se están realizando los trámites para su restauración.
El 14 de agosto de 2022 fue anunciado que El Provencio ha adquirido la torre del homenaje por lo que actualmente la propiedad del castillo por parte del consistorio asciende al 90% de la propiedad.
En agosto de 2023 se da por terminadas la obras de restauración de la parte palaciega del castillo.